# سوراپشت
سوراپشت، روستایی از توابع بخش مرکزی شهرستان طوالش در استان گیلان است. 

## جمعیت
این روستا در دهستان طولارود قرار دارد و براساس سرشماری مرکز آمار ایران در سال ۱۳۹۹ جمعیت آن ۳۱۶۰ نفر (۸۶۸ خانوار) بوده‌است.خانوادهای خدادادی،بهمنیار،کامیابی،مرادی نژاد،علیزاده،شفیعی،مرسلی،جمالی،شایگان،علی پناه،علی نیا،میرزازاده،فلاح،آزادی خواه،پیشیار، و پورولی از ساکنین اولیه این روستا میباشند.